# Cesare Valerio
Cesare Valerio (ur. w XIX wieku, zm. w XX wieku) – włoski strzelec, mistrz świata.
Był związany z Turynem.
Podczas swojej kariery Valerio zdobył 8 medali na mistrzostwach świata (w latach 1898–1904). Czterokrotnie stał na podium w zawodach indywidualnych, zdobywając dwa medale na turnieju w 1903 roku, oraz po jednym na mistrzostwach w 1899 i 1901 roku. Medal zdobyty w 1901 roku był również jedynym złotym – wygrał w karabinie dowolnym stojąc z 300 m. Pozostałe 4 medale osiągnął w zmaganiach drużynowych (wszystkie srebrne).

## Wyniki

### Medale mistrzostw świata
Opracowano na podstawie materiałów źródłowych:
| Mistrzostwa       | Konkurencja                                     | Wynik                                         | Miejsce |
| ----------------- | ----------------------------------------------- | --------------------------------------------- | ------- |
| Turyn 1898        | Karabin dowolny, trzy postawy, 300 m, drużynowo | 4325 pkt. (druż.) 881 pkt. ind. (315–301–265) |         |
| Loosduinen 1899   | Karabin dowolny leżąc, 300 m                    | 331 pkt.                                      |         |
| Lucerna 1901      | Karabin dowolny stojąc, 300 m                   | 305 pkt.                                      |         |
| Buenos Aires 1903 | Karabin dowolny, trzy postawy, 300 m, drużynowo | 4413 pkt. (druż.)                             |         |
| Buenos Aires 1903 | Karabin dowolny stojąc, 300 m                   | 287 pkt.                                      |         |
| Buenos Aires 1903 | Pistolet dowolny, 50 m                          | 456 pkt.                                      |         |
| Buenos Aires 1903 | Pistolet dowolny, 50 m, drużynowo               | 2145 pkt. (druż.) 456 pkt. (ind.)             |         |
| Lyon 1904         | Karabin dowolny, trzy postawy, 300 m, drużynowo | 4431 pkt. (druż.) 858 pkt. ind. (310–280–262) |         |